# Hallungen
Hallungen is een plaats en een voormalige gemeente in de Duitse deelstaat Thüringen, en maakt deel uit van de Unstrut-Hainich-Kreis.
Hallungen telt 187 inwoners.
Op 1 januari 2024 ging de gemeente Hallungen op in Südeichsfeld en kwam daardoor in de Unstrut-Hainich-Kreis te liggen. Voor 2024 lag Hallungen in de Wartburgkreis.